# Dobrujevac (gmina Aleksinac)
Dobrujevac (cyr. Добрујевац) – wieś w Serbii, w okręgu niszawskim, w gminie Aleksinac. W 2011 roku liczyła 305 mieszkańców.